# Campeonato Mundial de Tenis de Mesa de 2021
El LVI Campeonato Mundial de Tenis de Mesa se celebró en Houston (Estados Unidos) entre el 23 y el 29 de noviembre de 2021 bajo la organización de la Federación Internacional de Tenis de Mesa (ITTF) y la Federación Estadounidense de Tenis de Mesa.
Las competiciones se realizaron en el Centro de Convenciones George R. Brown de la ciudad estadounidense.

## Calendario
| P | Preliminares | ¼ | Cuartos de final | ½ | Semifinales | F | Finales |

| Noviembre de 2021    | 23 Mar | 24 Mié | 25 Jue | 26 Vie | 27 Sáb | 28 Dom | 29 Lun |
| -------------------- | ------ | ------ | ------ | ------ | ------ | ------ | ------ |
| Individual masculino | P      | P      | P      | P      | ¼      | ½      | F      |
| Dobles masculino     | —      | P      | P      | P      | ¼      | ½      | F      |
| Individual femenino  | P      | P      | P      | P      | ¼      | ½      | F      |
| Dobles femenino      | —      | P      | P      | P      | ¼      | ½      | F      |
| Dobles mixto         | P      | —      | P      | P      | ¼      | ½ F    | —      |

## Medallistas

### Masculino
| Evento             | Oro                                        | Plata                                    | Bronce                                                           |
| ------------------ | ------------------------------------------ | ---------------------------------------- | ---------------------------------------------------------------- |
| Individual (29.11) | Fan Zhendong China                         | Truls Möregårdh · Suecia                 | Liang Jingkun · China Timo Boll · Alemania                       |
| Dobles (29.11)     | Mattias Falck · Kristian Karlsson · Suecia | Jang Woo-Jin Lim Jong-Hoon Corea del Sur | Lin Gaoyuan Liang Jingkun China Shunsuke Togami Yukiya Uda Japón |

### Femenino
| Evento             | Oro                          | Plata                      | Bronce                                                            |
| ------------------ | ---------------------------- | -------------------------- | ----------------------------------------------------------------- |
| Individual (29.11) | Wang Manyu China             | Sun Yingsha China          | Chen Meng China Wang Yidi China                                   |
| Dobles (29.11)     | Sun Yingsha Wang Manyu China | Mima Ito Hina Hayata Japón | Chen Meng Qian Tianyi China Sarah de Nutte Xia Lian Ni Luxemburgo |

### Mixto
| Evento         | Oro                           | Plata                               | Bronce                                                                            |
| -------------- | ----------------------------- | ----------------------------------- | --------------------------------------------------------------------------------- |
| Dobles (28.11) | Wang Chuqin Sun Yingsha China | Tomokazu Harimoto Hina Hayata Japón | Lin Yun-ju Cheng I-ching China Taipéi Lin Gaoyuan China Lily Zhang Estados Unidos |

## Medallero
| Núm. | País           | Oro | Plata | Bronce | Total |
| ---- | -------------- | --- | ----- | ------ | ----- |
| 1    | China          | 4   | 1     | 6*     | 11    |
| 2    | Suecia         | 1   | 1     | 0      | 2     |
| 3    | Japón          | 0   | 2     | 1      | 3     |
| 4    | Corea del Sur  | 0   | 1     | 0      | 1     |
| 5    | Alemania       | 0   | 0     | 1      | 1     |
| 5    | China Taipéi   | 0   | 0     | 1      | 1     |
| 5    | Estados Unidos | 0   | 0     | 1*     | 1     |
| 5    | Luxemburgo     | 0   | 0     | 1      | 1     |
|      | TOTAL          | 5   | 5     | 10     | 20    |

- * – medalla compartida.